# マルコ・ルビオ
マルコ・アントニオ・ルビオ（Marco Antonio Rubio、1971年5月28日 - ）は、アメリカ合衆国の政治家、共和党所属。第2次トランプ政権でアメリカ合衆国国務長官（第72代）を務めているほか、国家安全保障問題担当大統領補佐官代行を務めている。同政権で閉鎖された国際開発庁の長官代理、上院議員を務めた。マイアミ大学法務博士（Juris Doctor）。キューバ系アメリカ人である。外交タカ派（対中強硬派）の代表的な政治家の1人である。

## 生い立ち
1971年5月28日にアメリカ合衆国のフロリダ州マイアミで、父マリオ・ルビオ・レイナと母オリアレス・（旧姓ガルシア）ルビオの三男として誕生する。彼の兄と姉妹は兄にキューバ生まれのマリオ・ヴィクター、姉にバーバラ（1987年に逮捕された元麻薬密輸グループの一員でもあったオーランド・シシリアと1980年に結婚している）、妹にヴェロニカ（プエルトリコ出身の歌手・俳優のカルロス・ポンセと結婚）がいる。
両親はフィデル・カストロがキューバ革命起こす以前の1956年5月18日に貧しい生活から抜け出し、豊かな生活を求めてキューバのハバナにあるアメリカ領事館に駆け込み、キューバから経済移民としてアメリカに移民したキューバ人であり、家庭やキューバ人社会ではスペイン語が母語のため、幼少時よりスペイン語に堪能だった。
両親のキューバでの子供時代は貧しく、父親は学校を途中で辞めて仕事をしていたため、読み書きを学んでいなかった。そのためアメリカに来た時、小学校教育を持つ勤勉な人々は彼らの子供の施設、車と大学を持っている余裕があると思い、この国なら機会があると希望を持っていたという。両親は当初、英語が中々話せず苦労しながら子供を育て、1975年にアメリカ市民権を取得している。
母オリアレスは、病を患っていた母方の祖父ペドロ・ヴィクター・ガルシアを共産主義化が進んでいたキューバからアメリカに連れて来る為、1961年に一時に帰国している。ペドロは1956年にアメリカに移民するが、1959年にキューバに帰国し、1962年にビザなしでアメリカに入国したため、入国管理局によって拘留されている。移民裁判官はペドロに強制送還を命じたが、最終的には彼がビザなしでアメリカに残れるように配慮した。
両親と幼い兄と祖父はアメリカに来た当初、低所得層向けの公営団地に引っ越して住み、夫婦共働きで工場で働いていたが、後に父マリオは小学校の学童擁護員やラスベガスのカジノでバーテンダー、母オリアレスは小さなマーケットでのレジ打ちやウェイトレスやホテルのメイドなどで働き、両親の仕事の関係で一時ネバダ州ラスベガスに移る。カトリック教徒であるルビオ家は、ラスベガス在住時末日聖徒イエス・キリスト教会（モルモン教）の教会にも出席し洗礼も受けたが、1984年に家族全員再びカトリックに戻っている。
フロリダに戻ったルビオは南フロリダ高校に入学し、1989年に卒業。卒業後は1年間フットボール奨学金を利用して、ミズーリ州のターキオカレッジに通った後、フロリダ大学を卒業。更に1996年にマイアミ大学で法務博士の学位を取得した。なおルビオはロースクール修了までに10万ドルの教育ローンを抱えており、2012年にようやく返済を終えたという。

## フロリダ州議会議員

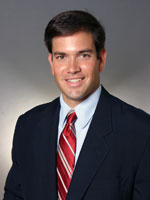
議長時代のルビオ

マイアミ大学在学中にイリアナ・ロス・レイティネン下院議員の実習生を務め、これがルビオが政界と接点を持つきっかけになり、1996年アメリカ合衆国大統領選挙ではボブ・ドール上院議員の選挙スタッフとして活動した。
1998年にウェストマイアミ市の執行委員長となる。1999年にフロリダ州議会選に立候補し、共和党予備選では64票差で候補者に選出された。2000年の本選挙では72%の得票を獲得し、民主党のアナスタシア・ガルシアを破り当選した。
当選後は2008年まで再選され、2002年12月には院内総務に就任した。デニス・K・バックスレイ、ジェフ・コットカンプ、デニス・A・ロスら共和党の有力議員が引退するとフロリダ州共和党議員の実力者となり、2006年にはキューバ系アメリカ人として初の議長に就任し、2008年まで務めた。

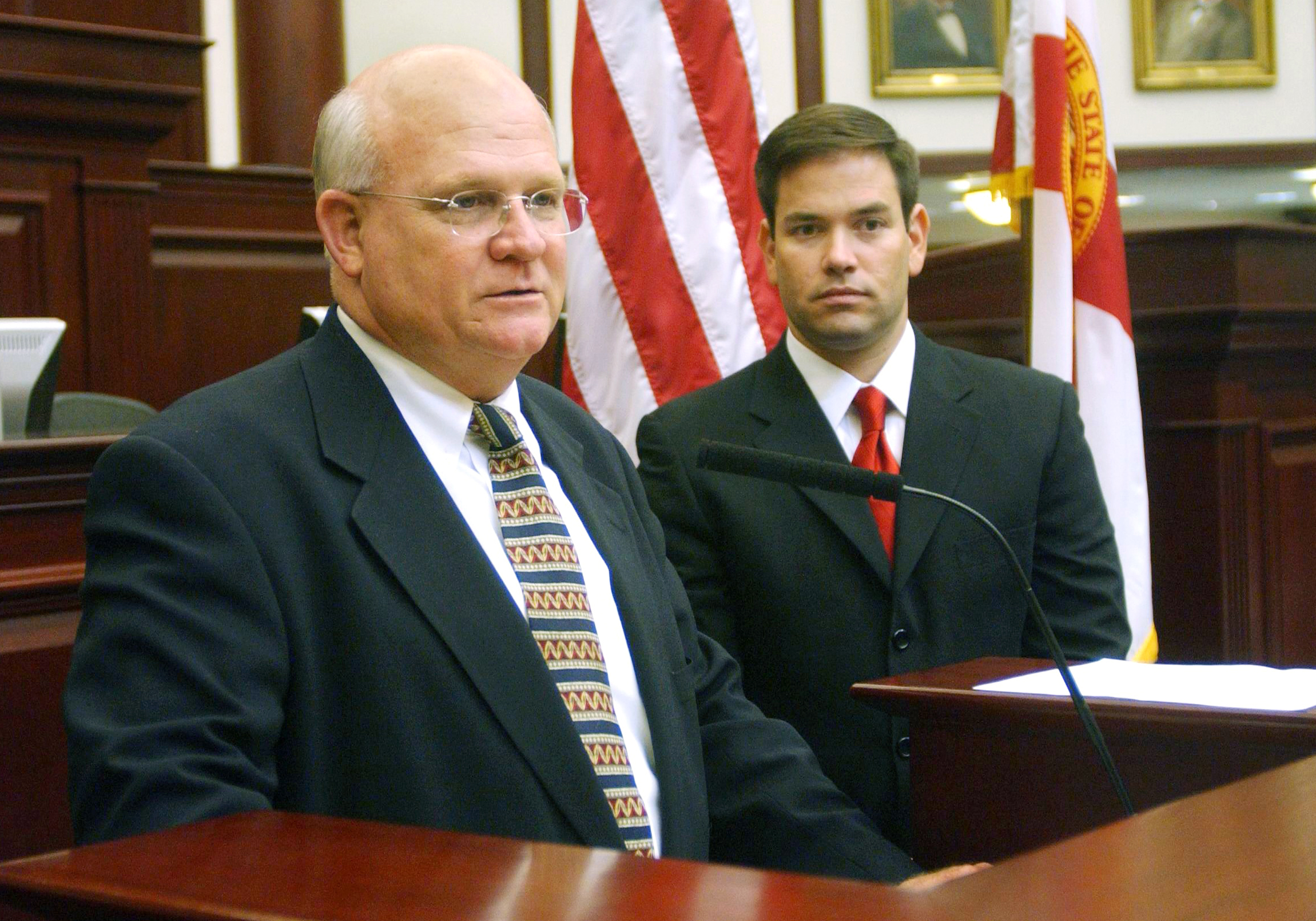
2007年4月4日、バックスレイとルビオ

2006年に『フロリダ州の未来の為の革新的な100のアイデア（100 Innovative Ideas for Florida's Future） 』という本を出版。この本はフロリダ州内をタウンホールミーティングで意見を聞きながら旅した時の、フロリダ州民が考えた社会問題や税制改革、犯罪問題、貿易、経済、エネルギー、ヘルスケア、家族や子供、福祉と貧困、教育など100に及ぶアイデアを編集した本で、ルビオはアイデアリストを確立するために"Idearaising"と呼んだ。
2007年から2008年の2年間でルビオの熱心な働き掛けにより、この100のアイデアはフロリダ州議会を通過し、その内57のアイデアが可決され、フロリダ州の州法として署名させることに成功した。この成功により、他の共和党議員らが本のアイデアに注目し、ニュート・ギングリッチはルビオの成功を「天才の仕事」と呼び100のアイデアを絶賛して促進する宣伝文を書いた他、フロリダ州知事ジェブ・ブッシュもこの本を購入して引用した。
議長在任中、デビッド・リベラ下院議員と住居を共有しており、住宅ローンの支払いが数カ月間滞ったため差し押さえられた。2010年の合衆国上院議員選挙時に問題視されるが、ルビオのスポークスマンは「ローンは既に支払ってある」として問題は解決済みとコメントしている。
フロリダ州議会議員を終えた2008年から、自らの法律事務所を開設するとともに、フロリダ国際大学で教鞭をとった。

## 合衆国上院議員

### 選挙戦
2009年5月5日、ルビオと同じヒスパニックであるフロリダ州選出のメル・マルティネス上院議員が引退を表明。これを受けて上院選への出馬を宣言し、発表に先立ち州内の支持者に対し資金調達を行った。

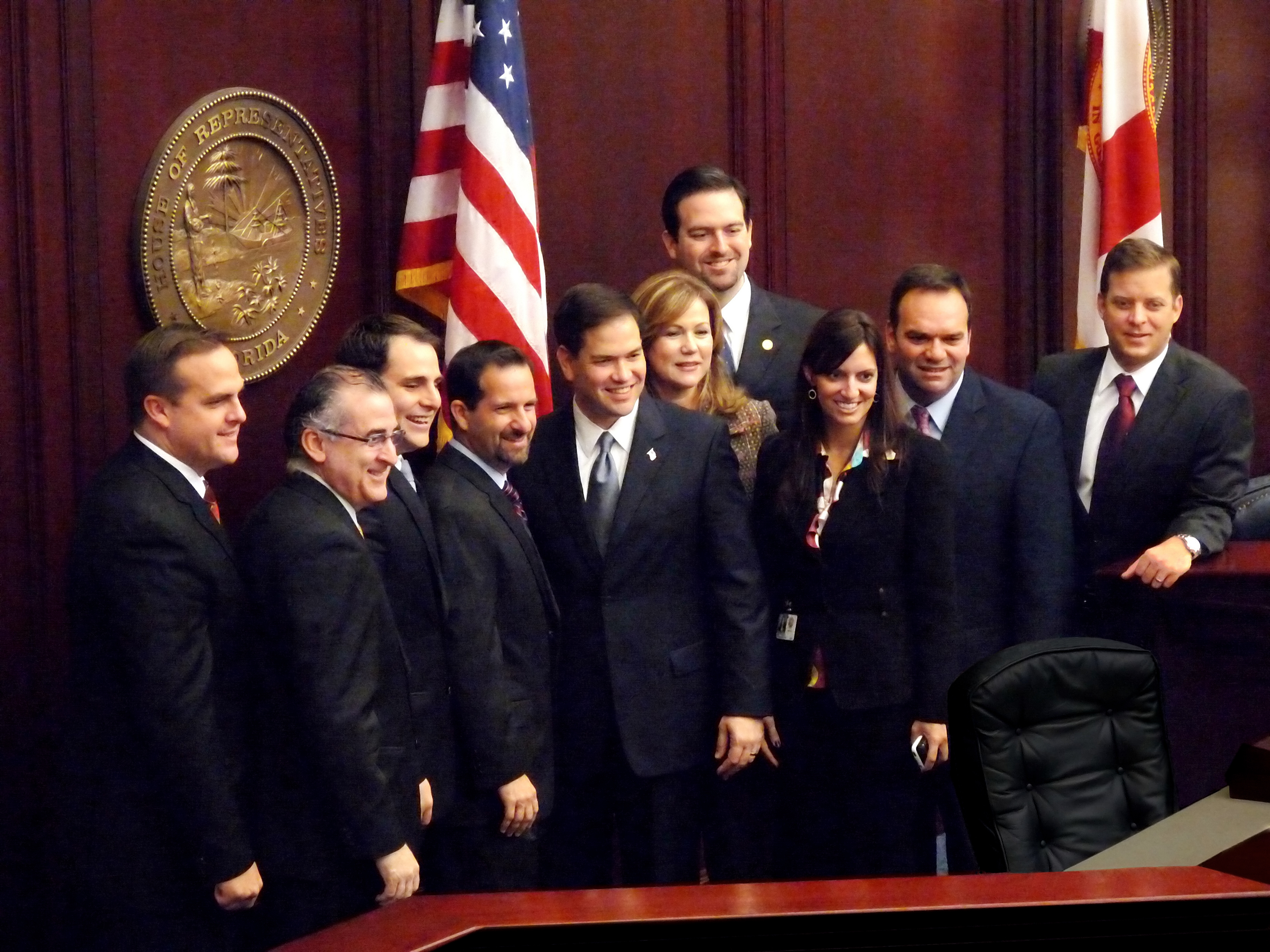
2011年2月23日、ルビオとヒスパニック系共和党議員

当初は、現職のフロリダ州知事チャーリー・クリストの出馬宣言で泡沫候補と見られていたが、クリストがバラク・オバマ大統領の政策に融和的なことから、ジム・デミント上院議員やマイク・ハッカビー前アーカンソー州知事らがルビオを支持、2010年に入るとクリストを20ポイント以上リードした。
共和党の公認候補は8月に実施される予備選で決定されるが、形勢不利と見たクリストは4月28日、共和党を離党し無所属に転じた。クリストは離党後、8月までは選挙戦を優位に進めるものの、それ以降はクリスト寄りだった地方議員の抱きこみに成功したルビオが逆転し、選挙戦終盤には支持率を50%にまで拡大させた。
その勢いのまま、11月2日の本選挙で49%の得票を獲得。30%にとどまったクリストや、20%だった民主党候補ケンドリック・ミークを破って当選した。
上院選での大差を付けた当選により、ルビオは周囲から次期大統領候補として期待を集めるようになった。また、財政・社会問題に対し保守的な立場をとっており、ティーパーティー運動から支持を集めているため、「ティーパーティー運動のプリンス」とも呼ばれている。
一方で、米大統領選挙の候補者の中で他候補を圧倒して最もウォール街からの献金が多い。

### 国内政策
- 自由貿易・グローバル資本主義の促進
- 不法移民の合法化
- 地球温暖化対策予算に反対
- 小さな政府と新自由主義を支持

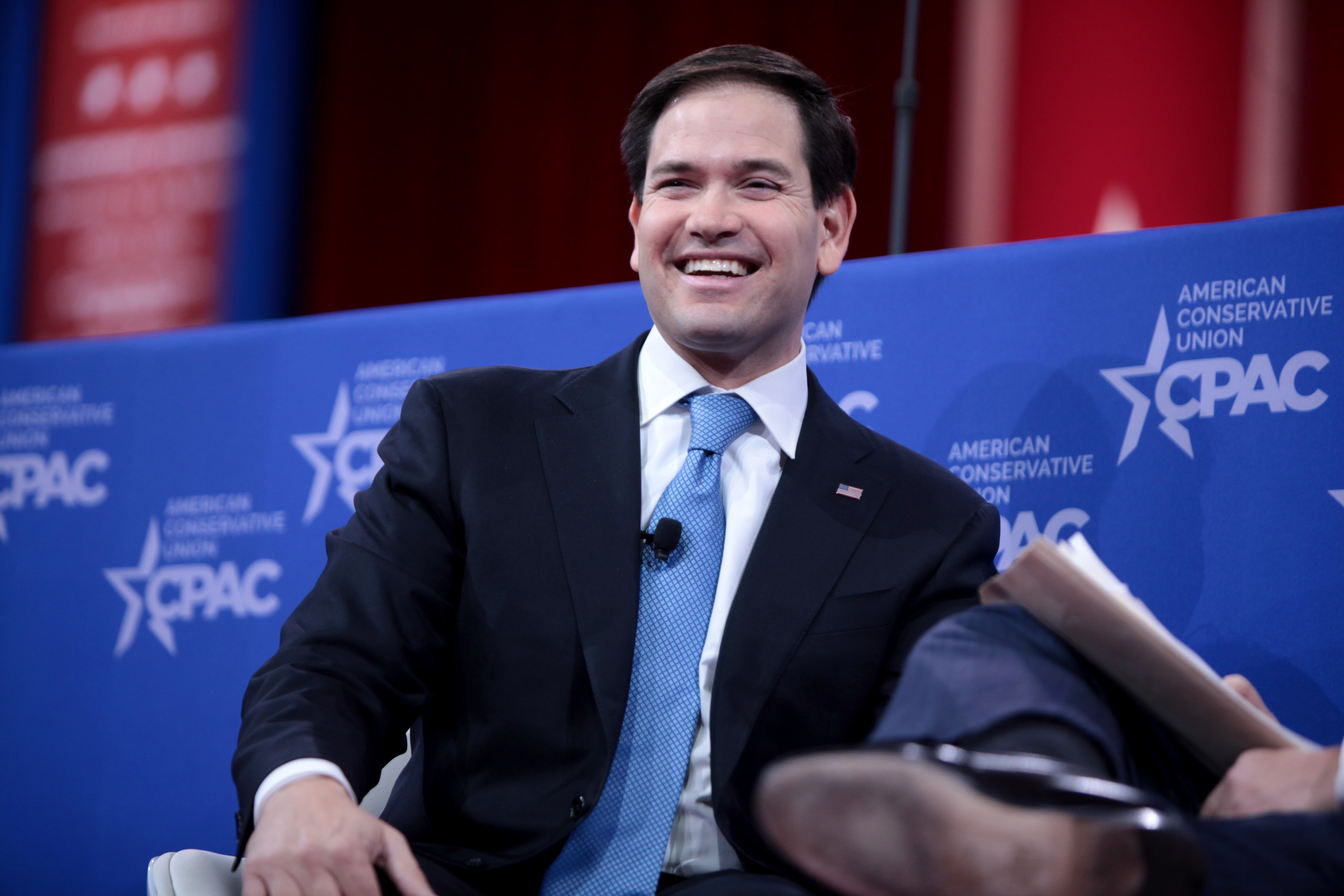
2015年2月26日、ワシントンD.C.で講演するルビオ

- 強姦や近親相姦によるものも含めた人工妊娠中絶に反対
- LGBT（同性愛・性的少数派）の権利確立への反対
- 銃規制に反対
- 最低賃金の引き上げ反対
- マリファナ合法化に反対。医療大麻の使用は容認。

2011年11月、民主党のクリス・クーンズ上院議員と共同で法人減税に関する法案を提出。法案では研究開発・設備投資を行う企業への減税や、事業を始める退役軍人への税額免除を掲げた。
2012年に党として原則を維持するため、財政の崖の決議案に反対した。反対したことで批判を受けたルビオは、「未だ不況にある中小企業は、この新しい法案を受け入れるか、新しい従業員を雇うのを止めるかの選択を迫られている。この法案は、彼らにとって何の役にも立たない」と反論している。
2013年1月、共和党はヒスパニック系有権者の離反を防ぐため、移民改革法（DREAM法）に妥協するべきだと主張し、移民改革の計画を提案した。これは罰金、追徴課税、履歴・経歴調査及び試験採用期間として法的地位を得るための一連のステップなど含んだ、アメリカで暮らす不法移民に市民権への道を開くことを企図していた。
3月14日、保守政治活動協議会(CPAC)の講演で同性結婚への反対を表明した。
4月17日、銃の購入に際し購入者の経歴確認を厳格化する法案に反対票を投じた。
7月、ベン・カーディン上院議員と共同で外国援助に対する説明責任法案を提出した。法案では指定された指標に基き、外国への援助計画の実効性について政府が報告する義務を負うとした。
2015年3月4日、同僚のマイク・リー上院議員と共同で税制改革法案を公表した。法案では多国籍企業への減税、法人税の引き下げ、子供を持つ家庭への税還付額の増額などを掲げた反面、高齢者支援や医療関連の支出については、財政赤字を理由に削減するとした。

### 外交政策

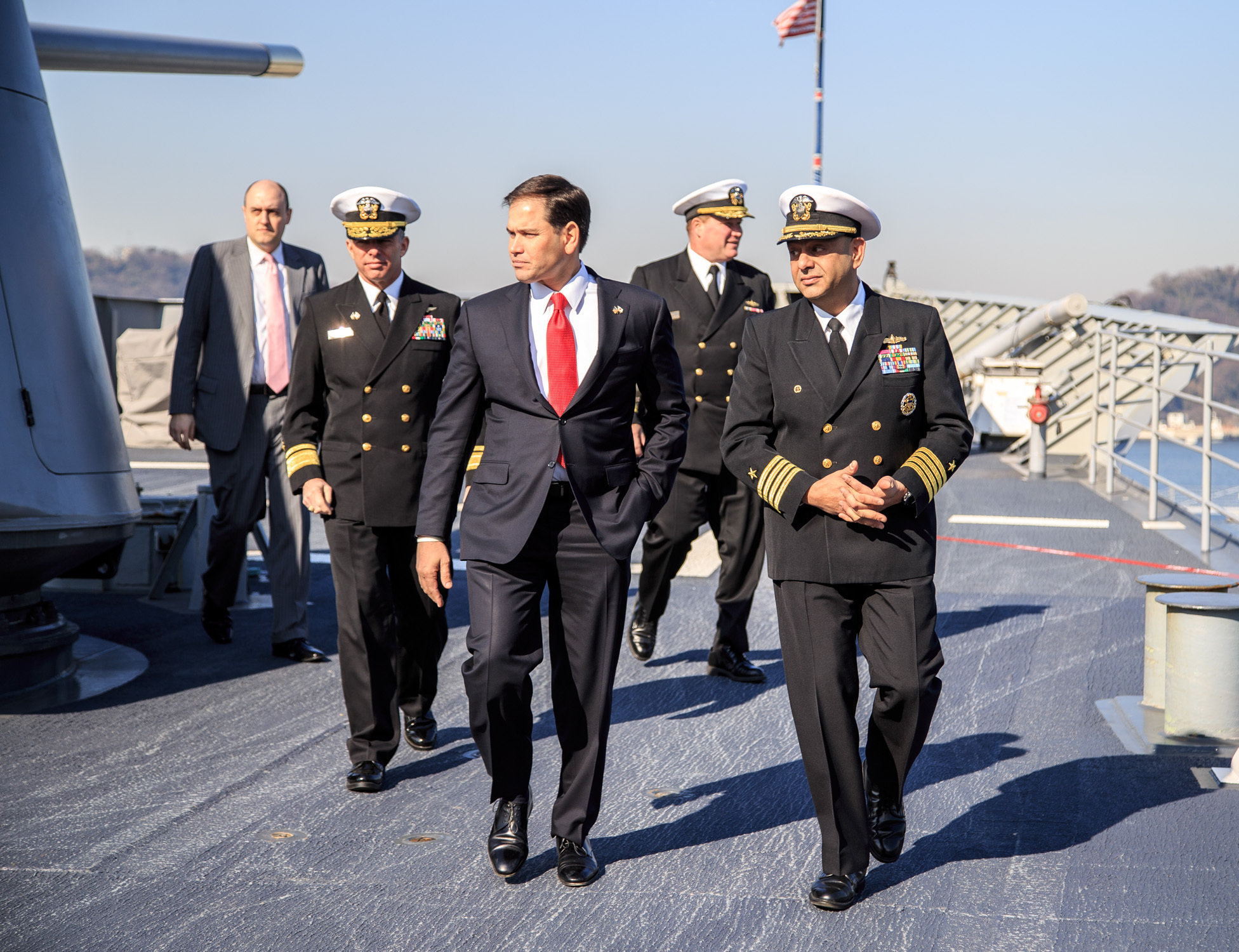
2014年1月21日、横須賀基地のシャイローを視察するルビオ

- イランへの経済制裁を維持し、場合によってはイランへの軍事侵攻の可能性を保持
- キューバとの融和路線に反対
- グアンタナモ湾収容キャンプの存続に賛成

ルビオの外交政策はタカ派とされ、ネオコンとのつながりがあるとされてきた。つまり、積極的にアメリカが対外政策に介入するべきであるとの立場を取っており、特にイラン・ロシア・北朝鮮に対する厳しい姿勢を主張している。実際に外交政策ではネオコン系シンクタンクであるアメリカ新世紀プロジェクト（PNAC）のメンバーがアドバイザーを務め、キャンペーンスローガンはPNACの名である“A New American Century,” となっており、公式サイトでは“Are You Ready For A New American Century?との問いかけとなっている。2011年のリビア内戦ではムアンマル・アル＝カッザーフィー政権に対する軍事介入を支持した。
2011年11月、アメリカを訪問したチベット亡命政府のロブサン・センゲ首相と会談。2012年3月15日に、上院議会で中国のチベット人弾圧を取り上げ、「自国の人権を無視する国は、他国の人権も尊重しない」と演説し、中国の人権問題を批判した。
2014年1月21日、日本の安倍晋三首相を表敬訪問し、自衛隊・安全保障体制の強化の取り組みに支持を表明した。
2月に勃発した2014年クリミア危機を契機に、ロシアのエネルギー戦略による影響力を削ぐため、ヨーロッパ諸国への天然ガス輸出を促進することを主張している。
7月、日中間で発生していた尖閣諸島防空識別圏問題に対し、中国を「国際協定を無視し、アジア太平洋地域を混乱させるもの」として批判。他の議員と共に中国への非難決議案を共同提出し、法案は全会一致で可決される。
12月、オバマ政権がキューバとの国交正常化交渉を開始したことに反対し、キューバ人スパイを釈放したことについて「危険な先例を作ることになる」と批判している。また、キューバへの禁輸措置の撤廃に向けた法改正を「あらゆる手段を行使して阻止する」としている。
2015年4月15日、オバマ政権がイランの核開発問題が合意した場合に、内容を検証する権限を議会に付与する法案の修正に合意した。修正合意に対し、イスラエルの立場を支持する内容に修正するとした。
2020年6月、ルビオは英国保守党元党首、イアン・ダンカン・スミスが設立した対中政策に関する列国議会連盟へ参加した。
2020年7月、アメリカがウイグル人の処遇問題に関連して、中国政府高官数人の査証発給制限とアメリカ国内の資産凍結措置を発表すると、中国側も対抗措置としてルビオを筆頭とする中国批判の議員らに同様の対抗措置を発表した。さらに同年8月、アメリカが香港の国家安全法導入をめぐり香港政府関係者の資産凍結措置を発表すると、中国側は再びルビオを筆頭とする中国批判の議員らに同様の対抗措置を発表した。
2025年1月15日には、アメリカ合衆国上院外交委員会の人事承認公聴会で証言し、「我々は中国共産党を世界秩序に迎え入れたが、彼らはその恩恵を全て享受し、義務と責任を全て無視した。その代わりに、彼らは抑圧し、嘘をつき、だまし、ハッキングし、盗みを働いて世界の超大国の地位を手に入れた」など中国を批判する発言を繰り返した。ルビオは、中国政府により入国禁止の制裁を科されている。国務長官就任後の24日、中国の王毅外相と初の電話会談を行って米国第一の対中関係を追求すると述べた。また、対ロシア政策では、完全に中国に依存しているロシアが中国の「恒久的なジュニアパートナー」になることは問題であるが、アメリカの戦略としては中露の対立は核戦争に発展するリスクがあるため、中露関係を希薄化して管理する意向を示す発言を行って中国から反発を招いている。

### 東アジア通
日本や中国などの東アジア通であり、対中戦略のエキスパートである。尖閣諸島についてのアメリカの立場は「尖閣は日本の施政権下にあり、安保条約の適用範囲内だが、最終的な帰属についてアメリカは立場を採らない」というものであるが、ルビオは尖閣諸島を明確に日本領と認めるべきと主張している。ウイグル問題では中国問題に関する連邦議会・行政府委員会（CECC）の議長を務めている。
台湾に関しても台湾通として知られており「北京が常に台湾に対し軍事的圧力をかけているのは尋常ではないことだ」とし、2020年の蔡英文総統の再選を祝福している。2020年には副総統への就任が決定していた頼清徳前行政院長と面会しているほか、台湾の世界保健機関(WHO)参加も積極的に支持した。
香港の人権問題に関しても積極的に取り組んでおり、2019年の黄之鋒のアメリカ議会演説ならびに香港人権法案を主導した。アメリカは香港の林鄭月娥行政長官を含む中国と香港の当局者11人を制裁対象とし、中国政府はその報復としてルビオを含む11人に制裁を行った。

## 大統領選挙

### 2012年
2012年アメリカ合衆国大統領選挙の共和党予備選では中立的な立場だったが、大勢が決まった後の2012年3月30日にミット・ロムニーを支持した。ルビオはロムニーの副大統領候補として最有力視され、ヒスパニック系の支持を集められる最善の選択肢と見られていたが、最終的にロムニーはポール・ライアンを副大統領候補に選んだ。

### 2016年

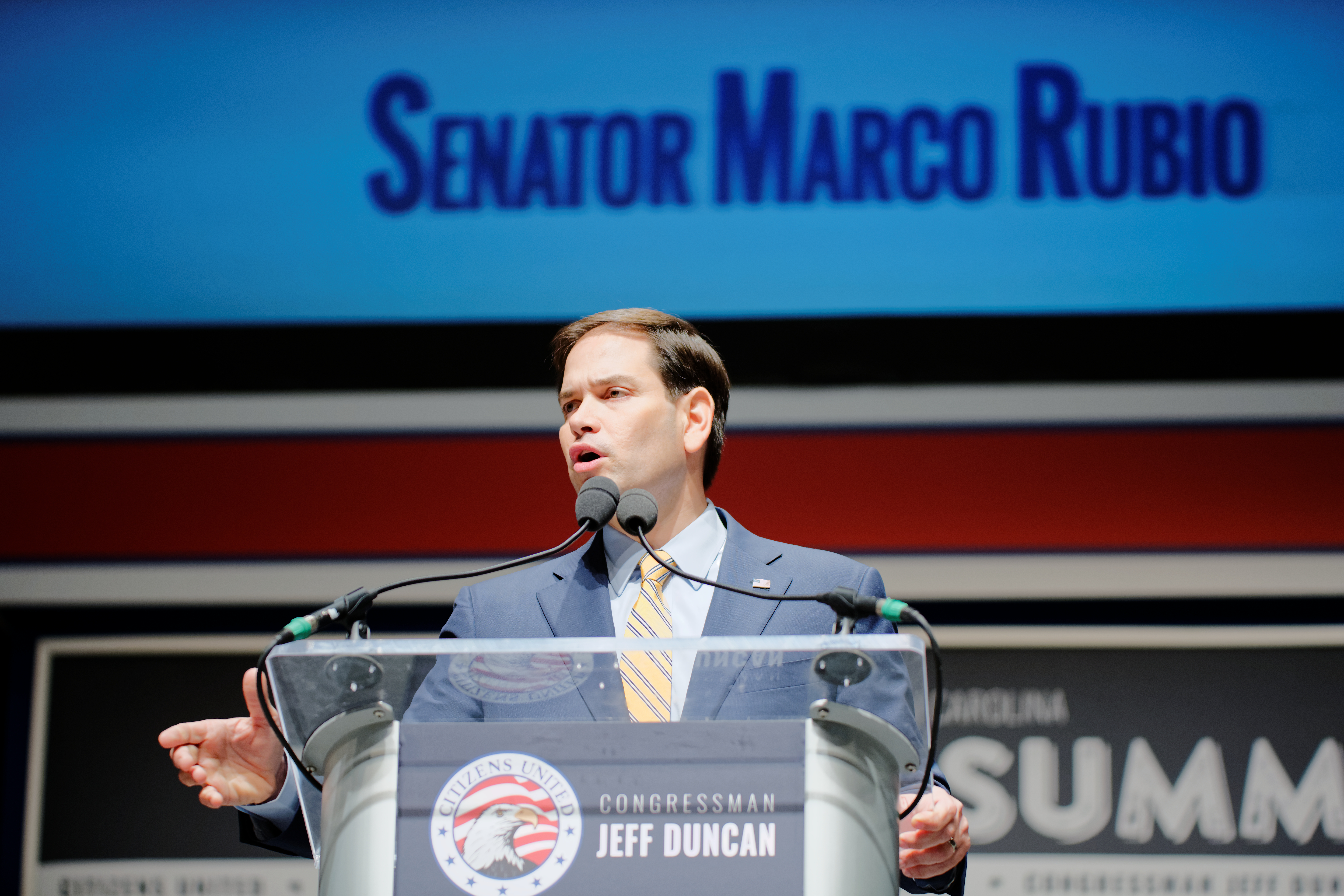
2015年5月9日、フリーダム・サミットで演説するルビオ

2016年アメリカ合衆国大統領選挙の出馬に向け、移民改革法を巡り対立したティーパーティー運動との関係改善を模索し、同運動の有力者デミント元上院議員との関係を深めた。
2015年1月、大統領選挙への出馬に向けて資金調達担当者を任命し、4月13日に出馬を正式に表明した。フロリダのフリーダム・タワーで開催した出馬表明演説会では、ロシア・中国に対する宥和外交の転換を訴え、民主党から立候補を表明したヒラリー・クリントンを「過去のリーダーが、過去に連れ戻すための選挙を始めた」と批判した。
5月13日、ニューヨークで開かれた外交会議で、中国・イランを念頭に南シナ海やホルムズ海峡の通商を妨害する行為に対し「私の率いる政権が必ず対抗するだろう」と述べ、国防予算を優先するべきと主張した。
8月28日、サウスカロライナ州で演説し、尖閣諸島について「我々の同盟国、日本の領土だ」と明言した。この時点でアメリカ政府は、尖閣諸島が日米安保条約適用範囲内にあることは認めているが、領有権の帰属に関しては中立の立場をとっており、ルビオの発言は大きく踏み込んだものとなっている。
12月29日、党の有力下院議員トレイ・ガウディの支持を取り付けた。2015年末時点における支持率はベン・カーソンと並び10%を獲得し、共和党候補者内で2位タイとなっている。
2016年2月3日、大統領選挙から撤退したリック・サントラム元上院議員から支持を受けた。
2月5日、大統領選挙から撤退した共和党のボビー・ジンダル前ルイジアナ州知事から、共和党指名争いにおける支持を表明された。
3月16日、地元フロリダ州での共和党予備選挙においてドナルド・トランプに大敗し、選挙戦からの撤退を表明した。その後はトランプへの支持を表明し、本戦での勝利に貢献した。

## 国務長官
2024年11月13日、ドナルド・トランプ次期大統領より翌2025年1月に発足する第2次政権における国務長官に指名された。
2025年1月20日、アメリカ合衆国上院はルビオの国務長官就任を全会一致（賛成99票、反対0票）で承認。第2次トランプ政権における最初の閣僚人事承認となった。翌21日、国務省で就任宣誓を行い、正式に就任した。同政権は発足直後にトランプが大統領令で対外援助を一時的に停止し、政府効率化省の指揮のもと、国務省の傘下組織である国際開発庁(USAID)の閉鎖が進められており、ルビオが2025年2月3日に国際開発庁の長官代理を務めていることと、ピート・マロッコ (Pete Marocco)に権限を代行させていることを明らかにした。3月28日にはUSAIDを7月1日までに再編し、一部機能を国務省の管轄下に置く方針を議会に通知した。なおマロッコは4月13日に国務省を既に離れていると報じられている。
2月2日、パナマ第39代大統領ホセ・ラウル・ムリーノと会談を行ったルビオはパナマ運河における中国の影響力に関するトランプ大統領の不満を繰り返し、パナマが即座に変更を加えない限り、米国は「自国の権利を保護するために必要な措置を取る」と警告した。一方、ムリーノはパナマ運河を手放さない意向を改めて表明。同時にパナマ政府は米国に対し、別の形で譲歩を申し出た。その後ムリーノはルビオに対し、米海軍艦船の自由な通航を保証した。
2月6日にはルビオが第2次トランプ政権発足以降、米国立公文書記録管理局(NARA)の局長代行を務めていたとABCニュースが報じた。当初は指名手続きが完了しているとされたが、その後は不確実な情報だったと軌道修正した。2月16日、トランプ大統領はリチャード・ニクソン財団の会長兼CEOであるジム・バイロン(Jim Byron)をNARAの上級アーキビストに指名したことを発表した。
2月14日から16日にかけて実施された第61回ミュンヘン安全保障会議にも出席。NATOのマルク・ルッテ事務総長と会談を行うなどした。
ルビオは3月14日のXへの投稿で、駐米アフリカ大使エブラヒム・ラスールを「南アフリカの駐米大使はもはや偉大なわが国では歓迎されない」とし、ラスールを「米国とトランプを嫌っている人種差別をする政治家だ」と非難した。また、ラスールに対してペルソナ・ノン・グラータと見なし国外退去を行った。
2025年5月1日、マイケル・ウォルツの国連大使指名による国家安全保障問題担当大統領補佐官からの解任により、当面の間ルビオが国家安全保障担当大統領補佐官代行を兼任する事となった。国務長官が国家安全保障担当大統領補佐官を兼任するのはニクソン政権のヘンリー・キッシンジャー以来である。

## その他
- 子供の頃からアメリカンフットボールをやっており、高校時代は南フロリダ高校フットボールの選手として活躍した。
- ルビオの学生時代の友人エンジェル・バリオスによると、1990年の大学1年生の18歳の時、ルビオともう1人の大学友人の3人で南マイアミにあるアリス・ウィンライト・パークという公園にいるところを逮捕されたという。理由は、放課後に公園で18歳の未成年だったルビオとバリオスともう1人の大学友達の3人が一緒にビールを飲みながら、ただ公園内をぶらついていたというもの。なお、アリス・ウィンライト・パークは1980年代まで麻薬売買や売春やギャングの溜り場などで知られる悪名高い公園である。

## 家族
1998年に銀行員でマイアミ・ドルフィンズのチアリーダーをしていたジャネット・ドゥスデベスと結婚し、アマンダ・ローレン、ダニエラ、アンソニー、ドミニクの4人の子供をもうけた。
父はマリオ・ルビオ・レイナ、母はオリアレス・ガルシア・ルビオ。ルビオの母方の祖先にスペインからキューバに移住したカルロス・ペ・レズとラモーナ・ガルシアで、その息子でマルコ・ルビオの祖父がペドロ・ヴィクター・ガルシア。父方の祖父アントニオ・ルビオと祖母エロイーザ・レイナ・ルビオには7人の子ともがおり、父マリオはその1人だった。父方の祖父と祖母は共にキューバのハバナで亡くなっている。
兄はキューバ生まれのマリオ・ヴィクター・ルビオ、姉はバーバラ・ルビオ・シシリア、妹にヴェロニカ・ルビオ・ポンセ。
キューバ生まれの兄のマリオ・ヴィクターは1956年の6歳の時に、両親に連れられてキューバからアメリカに移民した息子であった。
姉のバーバラは1980年にオーランド・シシリアと結婚するが、彼は1970年代から1980年代にコカインやマリファナをフロリダに密輸するグループのメンバーであった。結婚後、姉のバーバラは夫が薬物を密輸する仕事をしていたとは知らなかったという。姉の夫としてルビオの家族にも紹介されている。1987年に姉バーバラの夫が麻薬取締局に自宅で強制逮捕され家宅捜査された時、マルコ・ルビオは16歳の高校生であった。母親に姉バーバラの夫が逮捕されたと母親の苦悩を聞いたマルコ・ルビオは南フロリダ高校から急いで家に帰宅してその事を知ったという。姉の夫オーランド・シシリアは翌年の裁判で麻薬密輸の罪で懲役25年（後に懲役20年に軽減されている）の有罪判決を受け刑務所に入る事となる。この事件でルビオ一家は彼を拒否する様になるが、姉は離婚せず、夫が刑務所に服役後も彼を支え続け、釈放され自由になった後も結婚したままで一緒にいる。釈放され自由になった後、姉の夫は薬物の密輸業とは縁を切って、妻であるマルコ・ルビオの姉と現在でも一緒に暮らしており、彼は2002年に家族の一員としてルビオ家に認められている。弟のマルコ・ルビオはフロリダの上院議員の時、姉の夫シシリアにフロリダの不動産ライセンスを推薦する手紙を書いたが、過去の犯罪歴がある姉の夫が自分の義理の兄弟であるという事に関しては言及する事はなかった。姉の夫シシリアはフロリダで不動産ライセンスを持つ事を許諾されている。
妹のヴェロニカは高校生の時、恋人であったプエルトリコ出身の歌手・俳優のカルロス・ポンセと結婚し、4人の子供をもうけたが、2010年に離婚した。

## 著書
- 100 Innovative Ideas for Florida's Future (Regnery Publishing, 2006). ISBN 978-1596985117
- An American Son (Sentinel HC, 2012). ISBN 978-1595230942
- American Dreams: Restoring Economic Opportunity for Everyone (Sentinel HC, 2015). ISBN 978-1595231130